# Pittasome à sourcils noirs
Pittasoma rufopileatum
Espèce
Répartition géographique
Statut de conservation UICN

 NT  : Quasi menacé
La Pittasome à sourcils noirs (Pittasoma rufopileatum) est une espèce de passereaux de la famille des Conopophagidae.

## Répartition et sous-espèces
Son aire disjointe s'étend à travers la région d'El Chocó.
Selon la classification de référence du Congrès ornithologique international (15.1, 2025), du nord au sud :
- Pittasoma rufopileatum rosenbergi Hellmayr, 1911
- Pittasoma rufopileatum harterti Chapman, 1917
- Pittasoma rufopileatum rufopileatum Hartert, 1901